# Jan Rytkjær Callesen
Jan Rytkjær Callesen (født 2. maj 1963) er en dansk politiker, der var medlem af Folketinget for Dansk Folkeparti.
Han blev valgt for Sydjyllands Storkreds ved Folketingsvalget 2015 med 2972 personlige stemmer.